# Wjatscheslaw Alexandrowitsch Owtschinnikow
Wjatscheslaw Alexandrowitsch Owtschinnikow (russisch Вячеслав Александрович Овчинников; * 29. Mai 1936 in Woronesch; † 4. Februar 2019) in Moskau war ein russischer Komponist.

## Leben
Owtschinnikow studierte am Moskauer Konservatorium bei Semjon Bogatyrjow und ab 1962 bei Tichon Chrennikow. Er lebte als freischaffender Komponist in Moskau.
Neben fünf Sinfonien, mehreren sinfonischen Dichtungen und Orchestersuiten komponierte er ein Violin- und ein Klavierkonzert, kammermusikalische Werke, Klavierstücke, Lieder und eine Anzahl bedeutender Filmmusiken (u. a. zu Andrej Rubljow und Iwans Kindheit von Andrei Tarkowski, den Bondartschuk-Filmen Boris Godunow und Krieg und Frieden und zu Der erste Lehrer nach Tschingis Aitmatow unter Andrei Michalkow-Kontschalowski).

## Filmografie
- 1962: Iwans Kindheit
- 1966: Andrej Rubljow
- 1966–1967: Krieg und Frieden
- 1969: Ein Adelsnest (Дворянское гнездо)
- 1975: Sie kämpften für die Heimat (Они сражались за родину)
- 1986: Boris Godunov